# 雅科夫·布朗金
雅科夫·格里戈里耶维奇·布朗金（俄语：Я́ков Григо́рьевич Блю́мкин，1900年3月12日—1929年11月3日）俄罗斯左翼社会革命党和契卡领导人、布尔什维克，1918年主管契卡反情报部门，7月在德国驻俄罗斯大使馆和尼古拉·安德烈耶夫刺杀了威廉·冯·米尔巴赫。